# Казалзотано (Салерно)
Казалзотано је насеље у Италији у округу Салерно, региону Кампанија.
Према процени из 2011. у насељу је живело 397 становника. Насеље се налази на надморској висини од 418 м.